# Korintiska näset

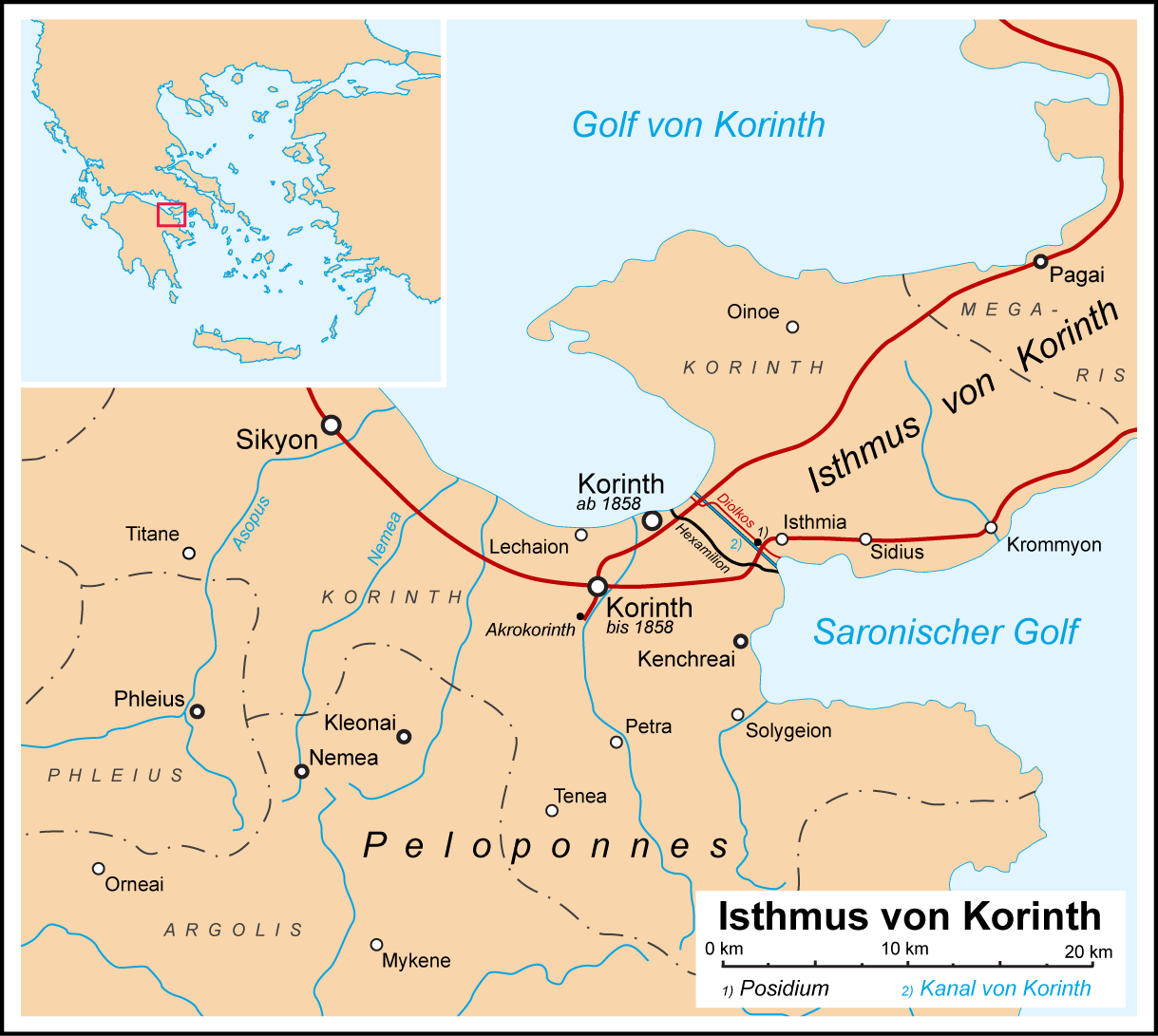
Korintiska näset (Isthmus von Korinth) på en tysk karta.

Korintiska näset, kallad Ισθμός (Isthmos) under antiken, är en landtunga som förbinder halvön Peloponnesos med grekiska fastlandet, mellan Korintiska viken i väster och Saroniska bukten i öster.
Sedan 1893 genomkorsas näset av den 6,3 km långa Korinthkanalen.

## Referenser

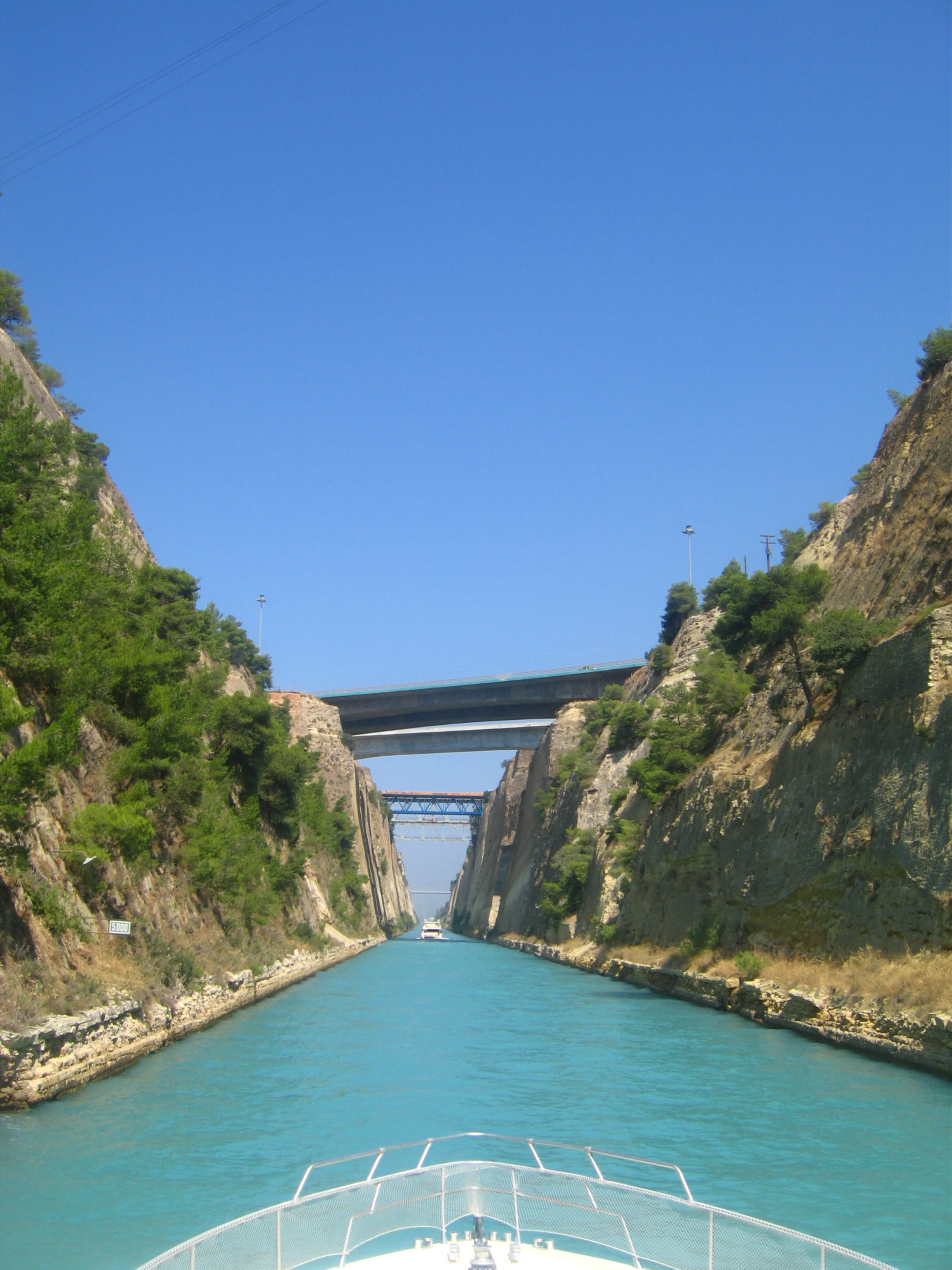
Korinthkanalen genom Korintiska näset.

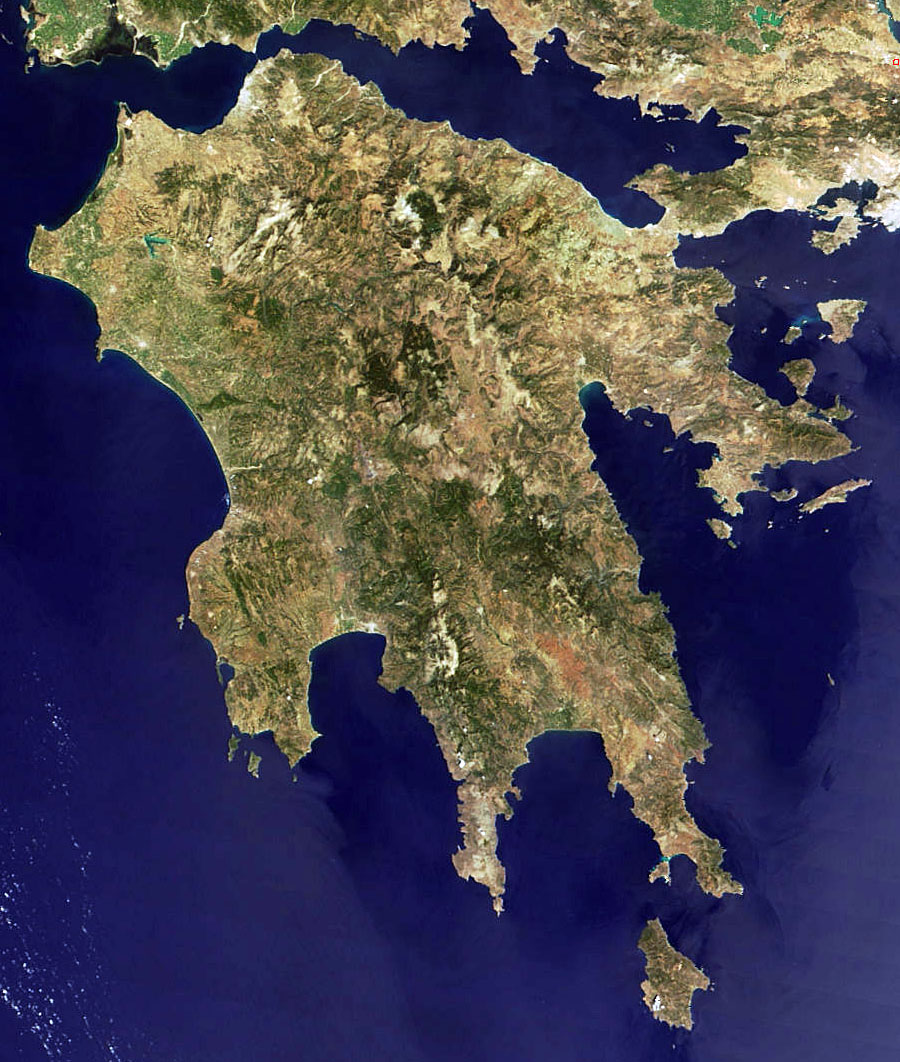
Peloponnesos från ovan med Korintiska näset uppe till höger.